# Sibbe

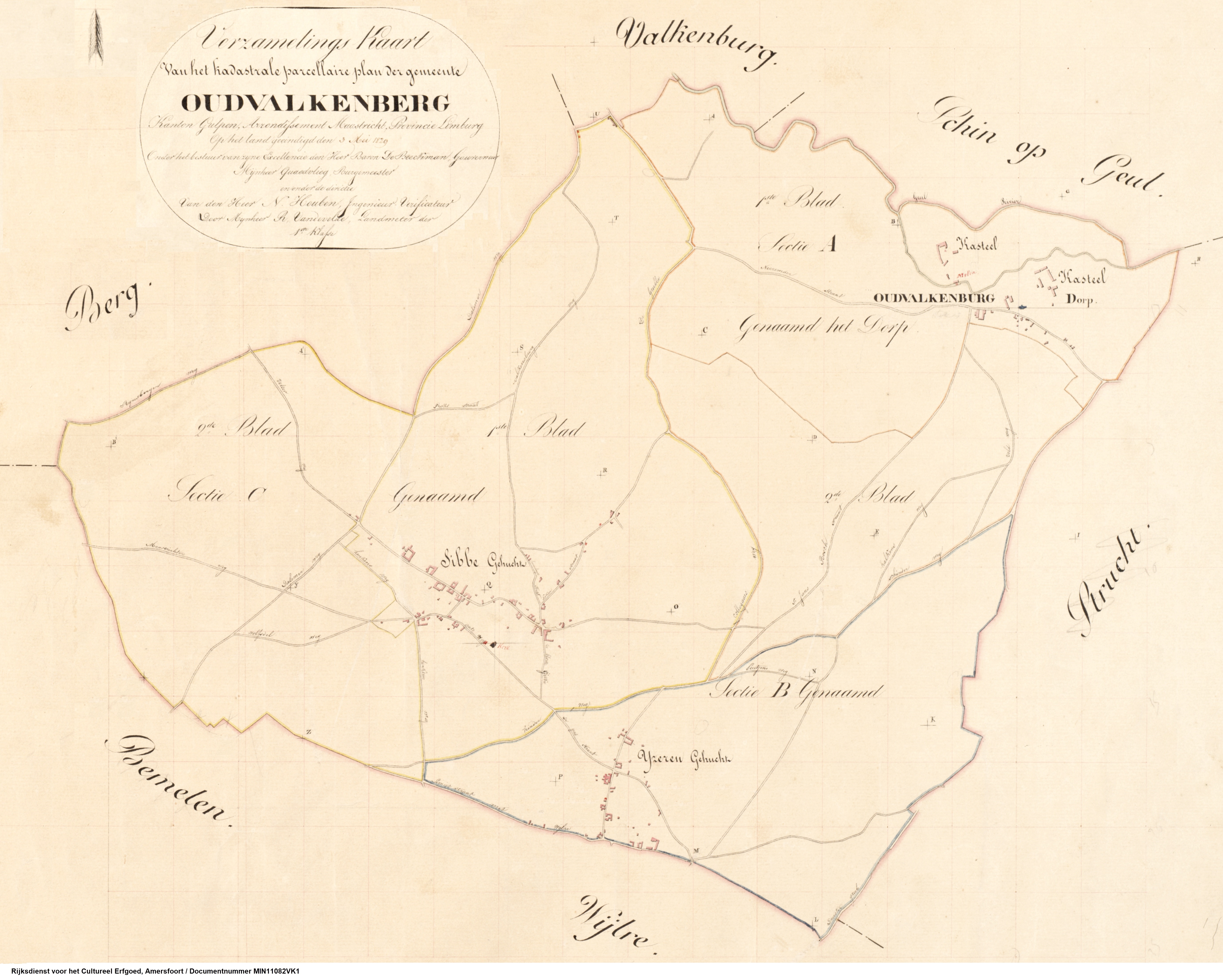
Indeling kadaster gemeente Oud-Valkenburg

Sibbe (Limburgs: Sub of Suub) is een kerkdorp in de gemeente Valkenburg aan de Geul in het zuidelijk deel van de Nederlandse provincie Limburg. Het dorp heeft ca. 1000 inwoners.

## Geografische ligging
Sibbe is gelegen op de rand van het Plateau van Margraten, een vruchtbaar lössplateau op circa 160 meter boven NAP. Ten zuidoosten van het dorp begint tussen Sibbe en IJzeren het droogdal Sibbersloot.
Het dorp ligt twee kilometer ten zuiden van Valkenburg en ongeveer acht kilometer ten oosten van Maastricht. Sibbe ligt op de kruising van de weg van Vilt naar Scheulder en de weg van Valkenburg naar Margraten. Met het gehucht IJzeren vormt het dorp een dubbelgemeenschap en -parochie, aangeduid als Sibbe-IJzeren.
Ten noorden van het deels op het plateau, deels tegen de zuidelijke dalwand van het Geuldal gelegen dorp Sibbe liggen enkele hellingbossen, onder andere het Biebosch en het Sint-Jansbosch. De Sibbergrubbe is een slingerende holle weg langs deze dalwand tussen Sibbe en Valkenburg. Een andere belangrijke verbinding met Valkenburg is de Daalhemerweg. Tussen deze twee hoofdverbindingen loopt de Heunsbergerweg, een oude, nauwelijks nog gebruikte weg, die over de Heunsberg naar het Geuldal voert. Ten noordoosten van Sibbe ligt het Gerendal, een belangrijk natuurreservaat. In en rondom het dorp zijn nog her en der hoogstamboomgaarden te vinden. Ten zuiden van het dorp bevinden zich uitgestrekte lössakkers.

### Nabijgelegen kernen
IJzeren, Scheulder, Margraten, Vilt, Valkenburg, Oud-Valkenburg

## Geschiedenis
In 1970 en 1990 vond aan de rand van Sibbe, in het Biebosch en op de tegenoverliggende helling van de Heunsberg, archeologisch onderzoek plaats naar mogelijke vuursteenwinning en -bewerking. Men vond grote hoeveelheden vuursteenafslag en enkele vuursteenwinningswerktuigen, die wezen op de aanwezigheid van zowel dagbouw als ondergrondse mijnbouw. In een vuursteenmijn in het Biebosch vlak bij de Sibbergrubbe werden sporen van een vuurtje aangetroffen in de vorm van houtskool, dat gedateerd kon worden op 3280 - 2780 v. Chr.
Niet bekend is wanneer de eerste nederzetting op deze plek ontstond. Aangenomen wordt dat in de Romeinse tijd in heel Zuid-Limburg landbouw plaatsvond, dus zeker ook hier op de vruchtbare lössgronden. Na het vertrek van de Romeinen raakte het Plateau van Margraten opnieuw bebost. Pas na het jaar 1000 werd het plateau weer ontgonnen, waarna er agrarische nederzettingen ontstonden. Sibbe wordt voor het eerst genoemd ("Cybde") in een oorkonde uit 1307. In de loop van de 14e eeuw komt de naam van het dorp zevenmaal voor (Cypde, Siebde, Tsipde of Zibde(n)). Op landkaarten uit de 18e en 19e eeuw wordt het dorp meestal aangegeven met Syb of Sijb.
In het verleden heeft men aangenomen dat de naam Sibbe van Germaanse oorsprong was. Het woord sibbe duidt op een groep verwanten die een gemeenschap vormen. Vanwege het feit dat de Limburgse naam voor het dorp Sub (of Suub) moeilijk terug te voeren is op de stamvorm Sippe of Sippia, lijkt deze verklaring onwaarschijnlijk. Een andere mogelijkheid is dat Sibbe is afgeleid van het Latijnse woord saeptum, meestal gebruikt in de meervoudsvorm saepta ('omheining'). Ook kan Sibbe een eigennaam zijn geweest, bijvoorbeeld de naam van de oorspronkelijke bezitter van het Sibberhuis.
Bestuurlijk hoorde Sibbe eeuwenlang bij het leen Oud-Valkenburg, onderdeel van het Land van Valkenburg. Vanaf de 14e eeuw maakte het Land van Valkenburg deel uit van de Landen van Overmaze binnen het hertogdom Brabant en de Bourgondische Nederlanden. Bij het Partagetraktaat van 1661 werd Oud-Valkenburg, met Sibbe, ingedeeld bij de Spaanse, na 1713 tot aan het eind van het ancien régime bij de Oostenrijkse Nederlanden. In de Franse tijd (1794-1814) werd Sibbe opnieuw ingedeeld bij de gemeente Oud-Valkenburg. Deze gemeente werd in 1815 deel van het Verenigd Koninkrijk der Nederlanden. Het raadhuis van de gemeente stond in het grotere dorp Sibbe; de kerk in Oud-Valkenburg (tot 1844). De gemeente Oud-Valkenburg ging in 1940 op in de gemeente Valkenburg-Houthem, die op haar beurt in 1982 opging in de gemeente Valkenburg aan de Geul.
Waarschijnlijk al vanaf de 12e eeuw was de mergelwinning een belangrijke economische activiteit in het verder hoofdzakelijk agrarische dorp. Tegenwoordig bestaat het dorp voornamelijk uit forenzen, die voor hun werk en ook voor de meeste voorzieningen zijn aangewezen op de nabije steden Maastricht en Heerlen, en in mindere mate op Valkenburg, Margraten, Gulpen en andere naburige kernen.

## Bezienswaardigheden

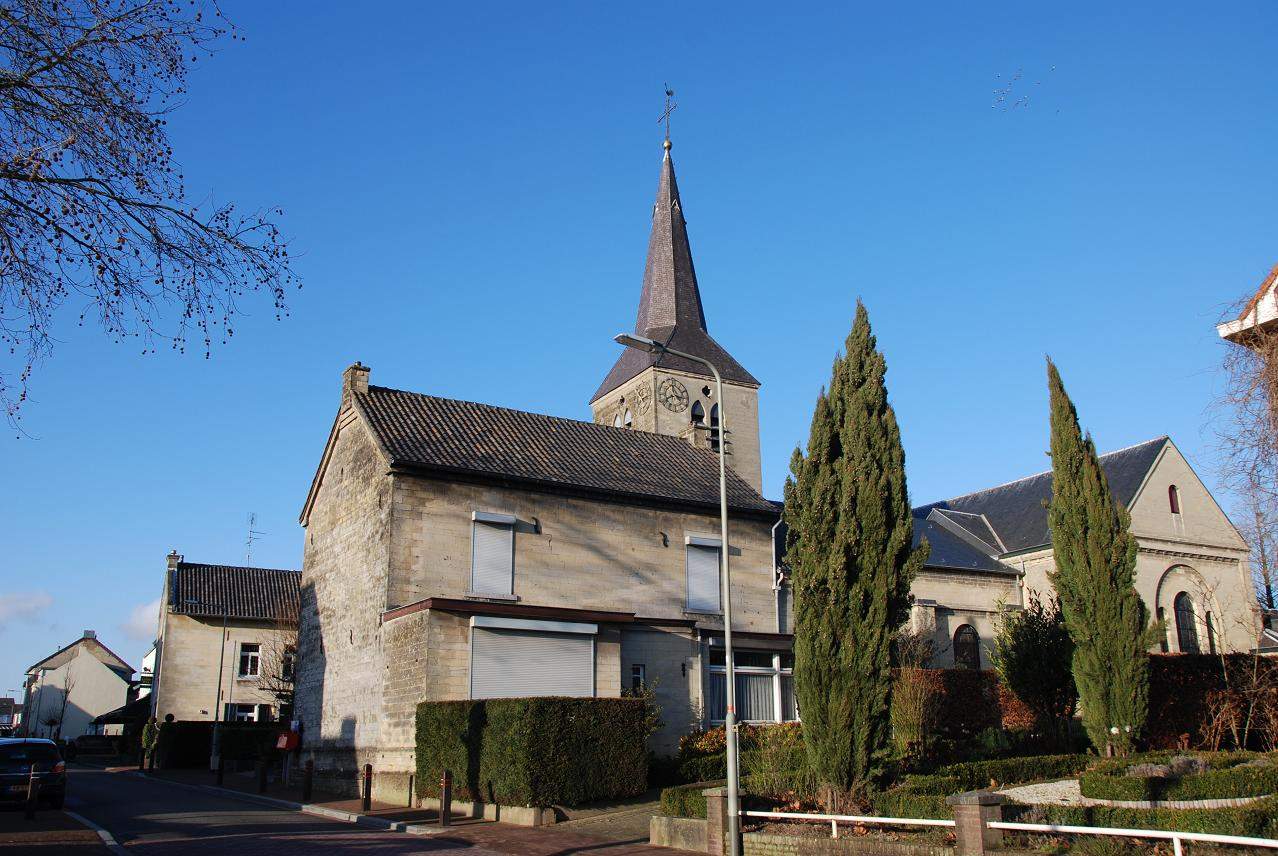
Kerkstraat met Sint-Rozakerk en pastorie

Het Sibberhuuske of Sibberhuis (ook Villaertshof genoemd) is een versterkte en deels omgrachte herenhoeve uit de 17e eeuw. Het kasteelachtige huis is grotendeels gebouwd in Maaslandse renaissance-stijl (met typerende speklagen) en heeft een zware hoektoren, die wellicht ouder is. Het herenhuis was eigendom van diverse adellijke families en wordt ook thans nog particulier bewoond. Een deel van de bijbehorende 18e-eeuwse economiegebouwen werd na een verwoestende brand in de jaren 1930 herbouwd.
In de directe omgeving van het Sibberhuuske zijn restanten van het eens uitgestrekte landgoed te vinden in de vorm van een pachthoeve, mergelstenen erfafscheidingsmuren en poorten. Vlak bij het Sibberhuis bevinden zich langs de Dorpsstraat diverse mergelstenen carréboerderijen. Aan het einde van de Dorpsstraat ligt de Hellinxhof, een grote carréboerderij uit de 18e eeuw.
De van mergelsteen gebouwde rooms-katholieke kerk van Sibbe, gewijd aan de heilige Rosa van Lima, is oorspronkelijk gebouwd in 1844 naar een ontwerp van Mathias Soiron. Daarna is de kerk diverse keren verbouwd en uitgebreid. Op het kerkhof bevindt zich een neogotische kapel, eveneens van mergel. In de Bergstraat staat een modern, glazen paviljoen dat onderdak biedt aan een processiekapel, een interessant voorbeeld van volkskunst, door een oud-burgemeester van het dorp gemaakt van stukjes hout, aardewerk en spiegels. In en rondom het dorp bevinden zich diverse wegkapellen en wegkruisen.
In Sibbe bevindt zich de enige nog in werking zijnde Limburgse mergelgroeve, de Sibbergroeve. Hier worden blokken mergel gewonnen, voornamelijk ten behoeve van restauratiewerkzaamheden van mergelstenen gebouwen in de omgeving. In de groeve, plaatselijk de berg genoemd, bevindt zich een schuilkapel, die in de Franse tijd in gebruik was door katholieken, die weigerden de eed op de republiek af te leggen. Vrijwel recht boven deze ondergrondse kapel bevindt zich de rijkelijk versierde bovengrondse Sint-Rozakapel.
Niet ver hiervandaan bevinden zich aan de Sibbergrubbe de restanten van wat waarschijnlijk de oudste mergelgroeve van Nederland is, de Vallenberggroeve, die in gebruik was van de late 12e eeuw tot de 16e eeuw. In de groeve zijn onder andere een etensbord uit de 13e eeuw en een zogenaamd Raeren lampje uit de 16e eeuw gevonden. Ook werden hier munten gevonden die op de aanwezigheid van een valsmunterij wezen. Waarschijnlijk was de groeve toen al deels ingestort en niet meer als zodanig in gebruik.
In het Biebosch bevindt zich ook de kalkoven Biebosch, waar vroeger lokale mergel werd verbrand tot ongebluste kalk (CaO).

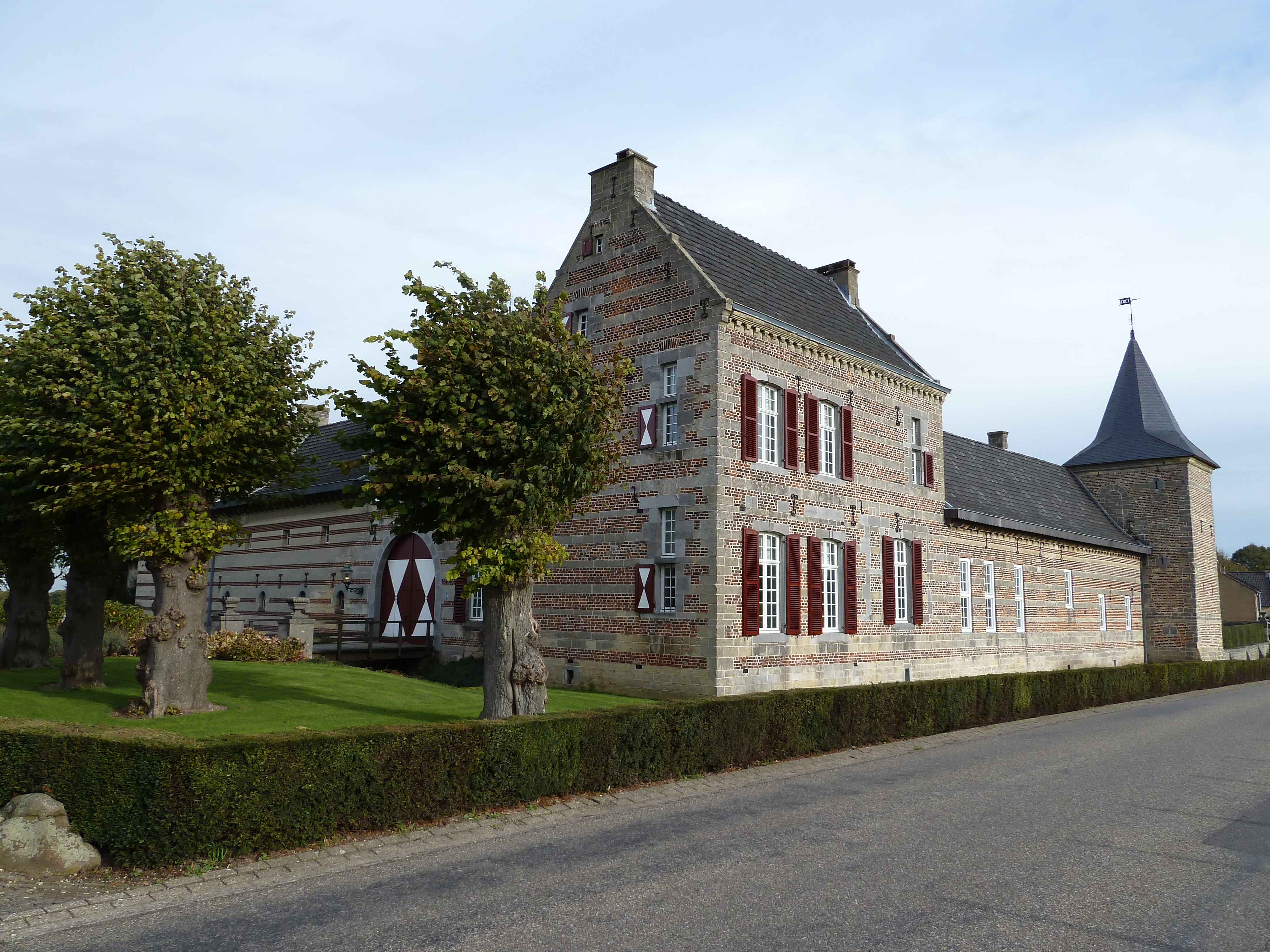
Sibberhuuske
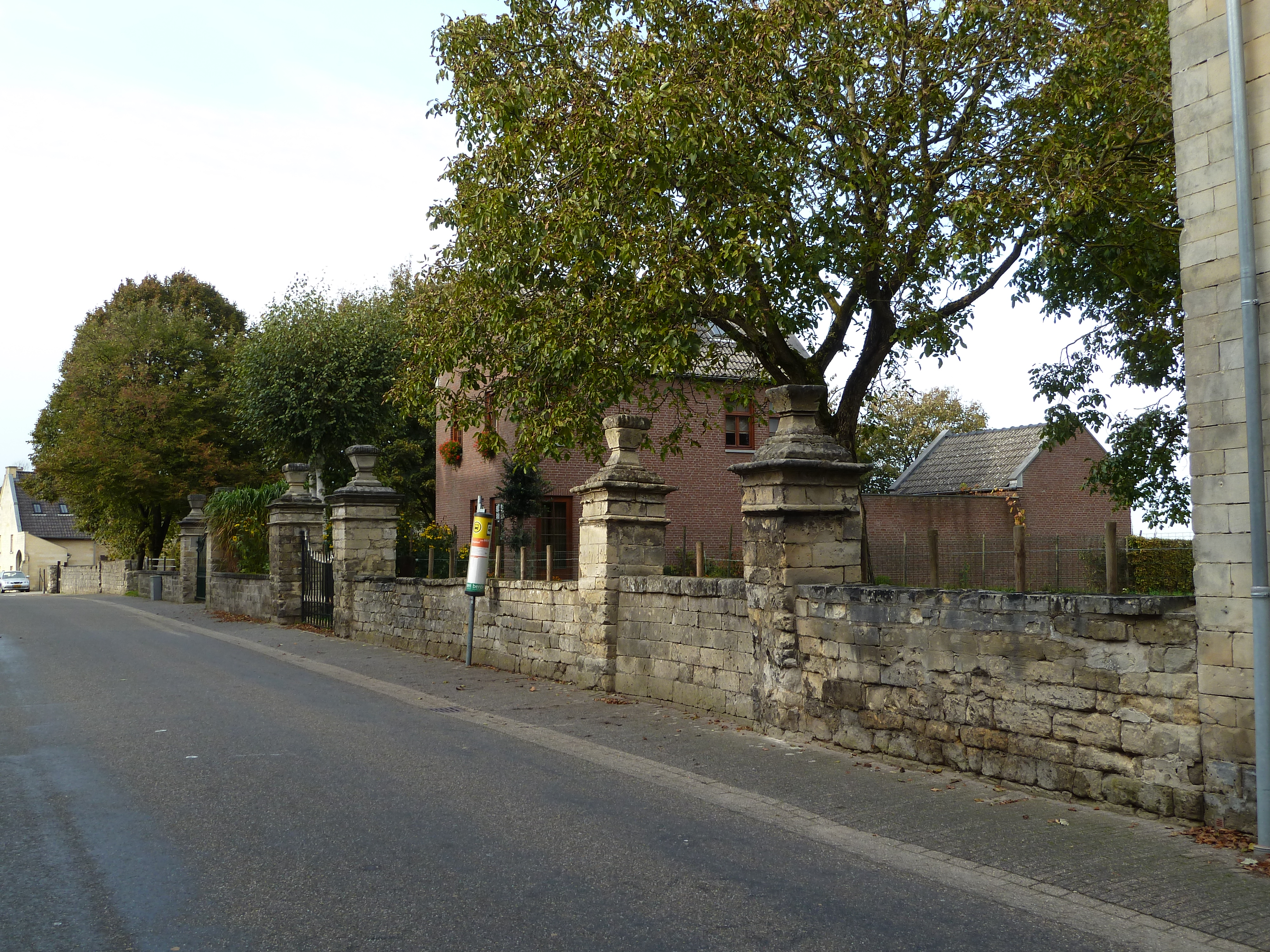
Erfafscheiding Sibberhuuske
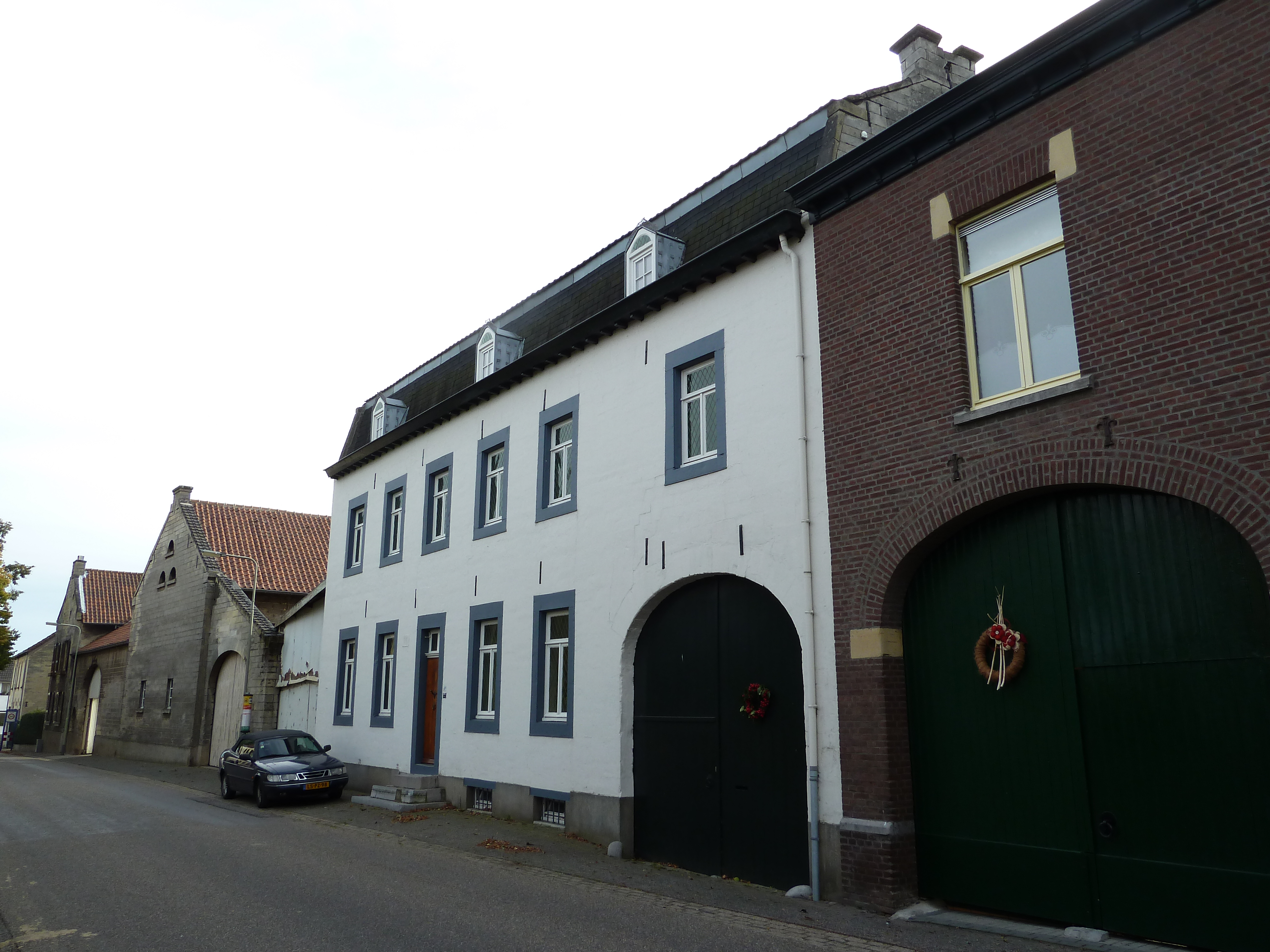
Carréboerderijen Dorpsstraat
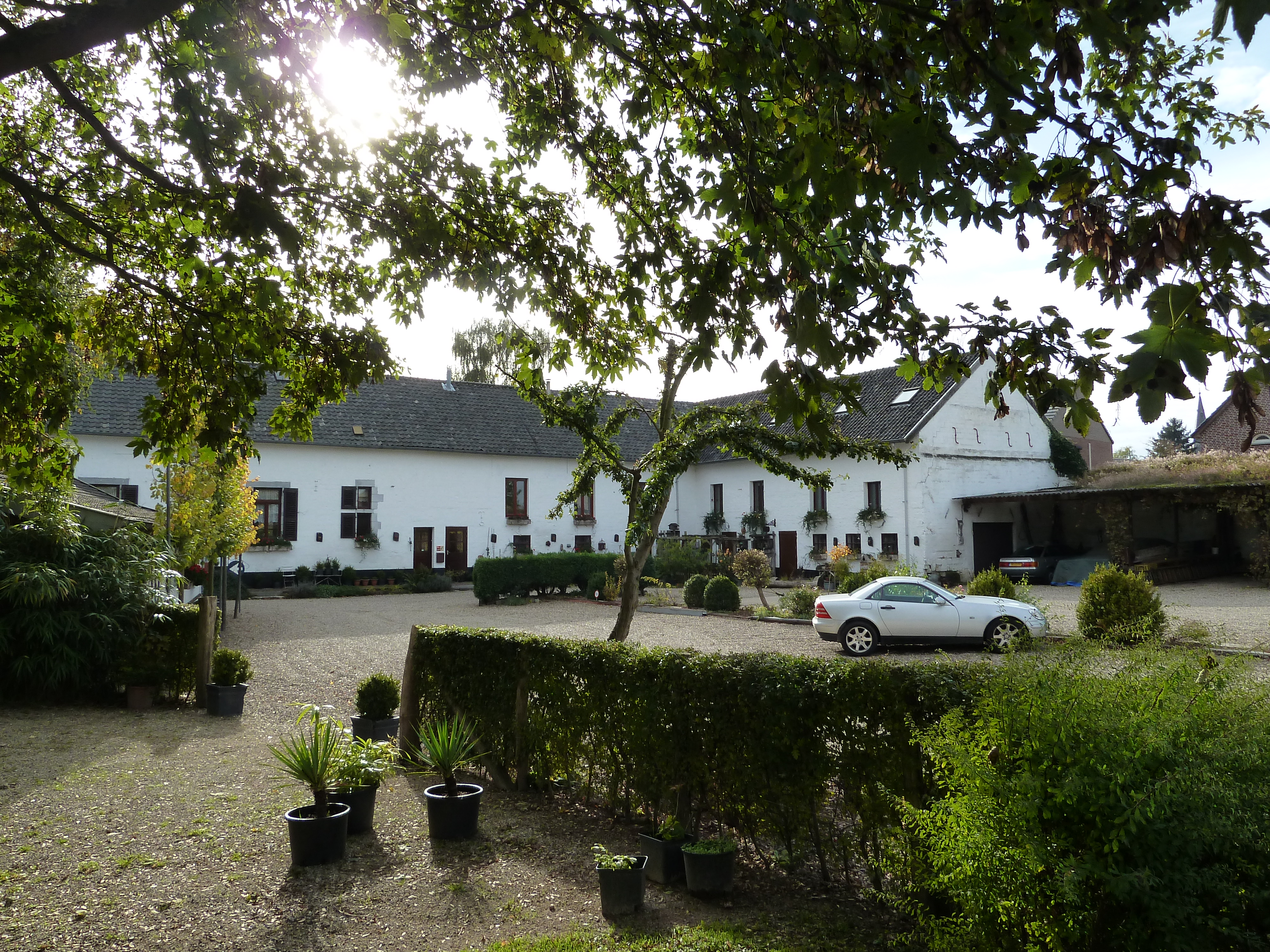
Carréboerderij Hellinxhof
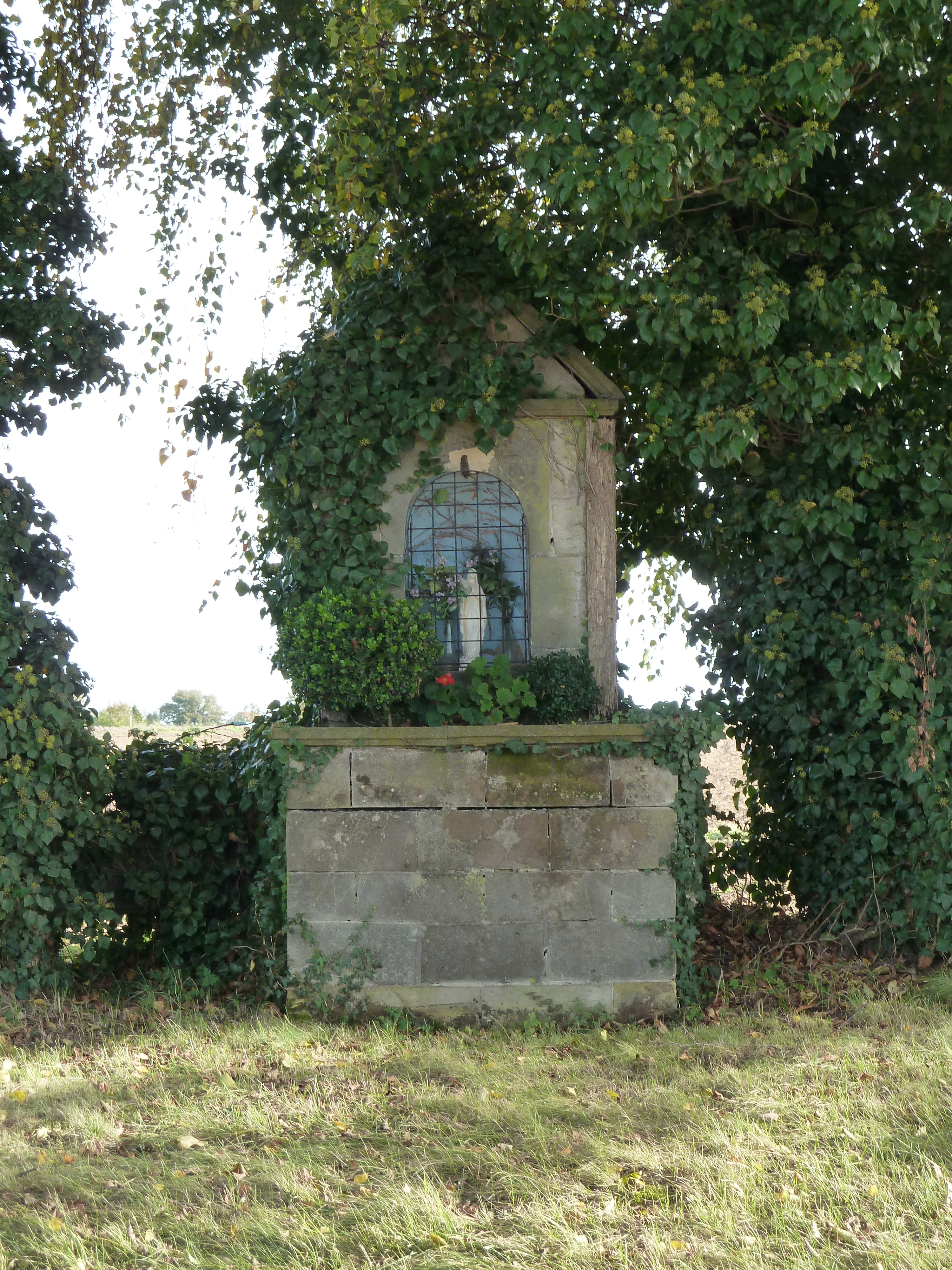
Wegkapel Daalhemerweg
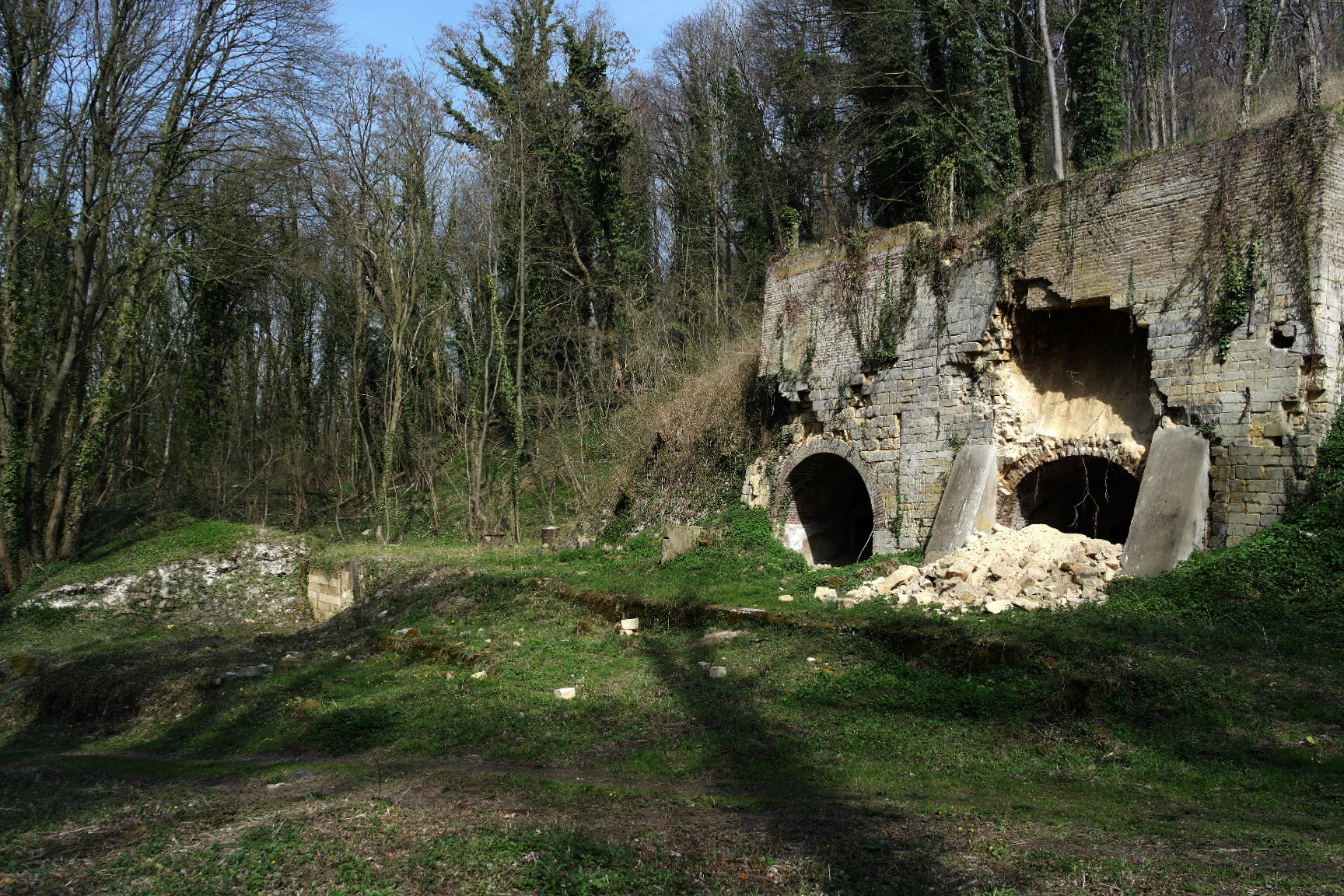
Vm. kalkoven Biebosch, Sibbergrubbe
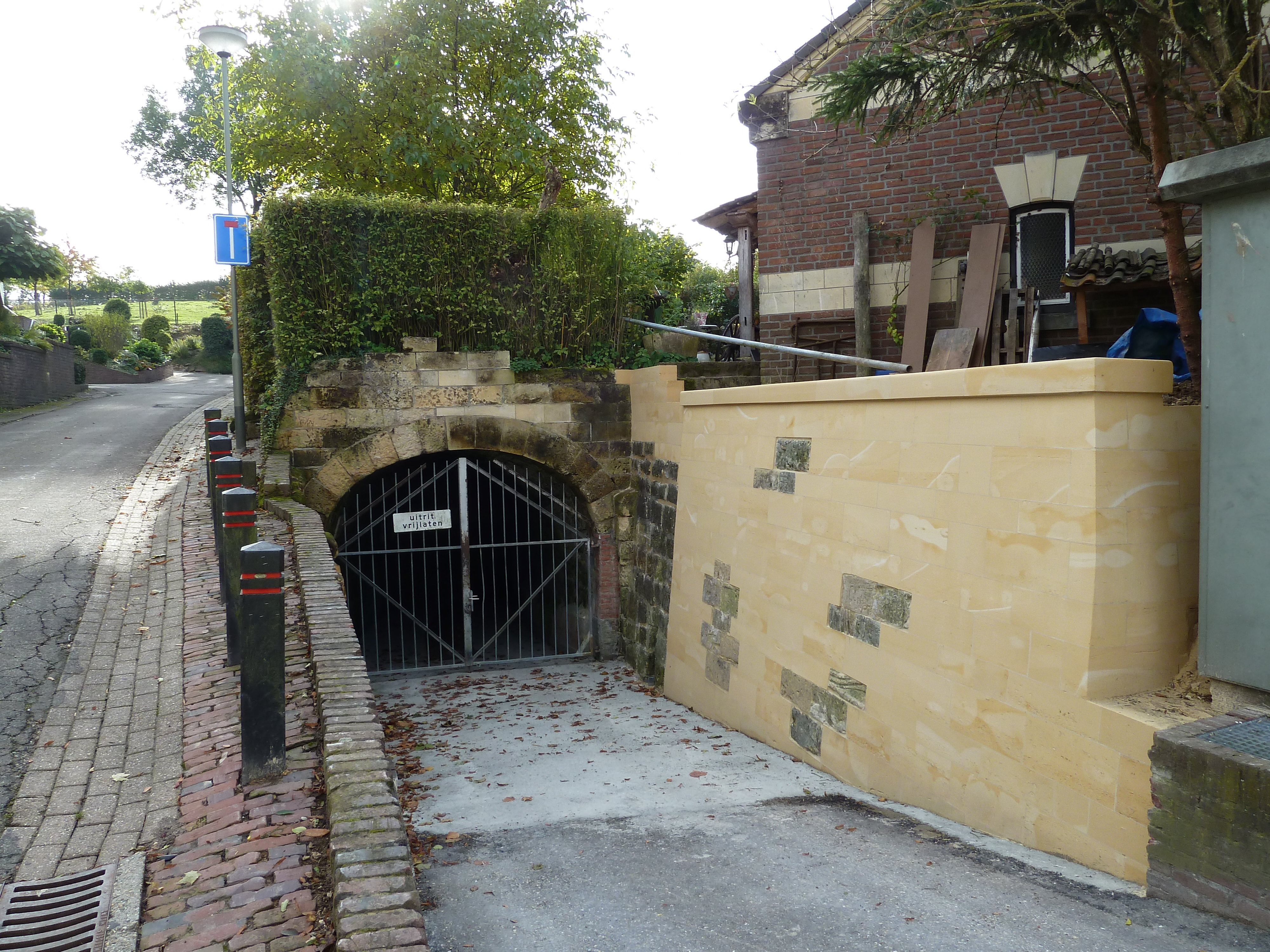
Ingang Sibbergroeve
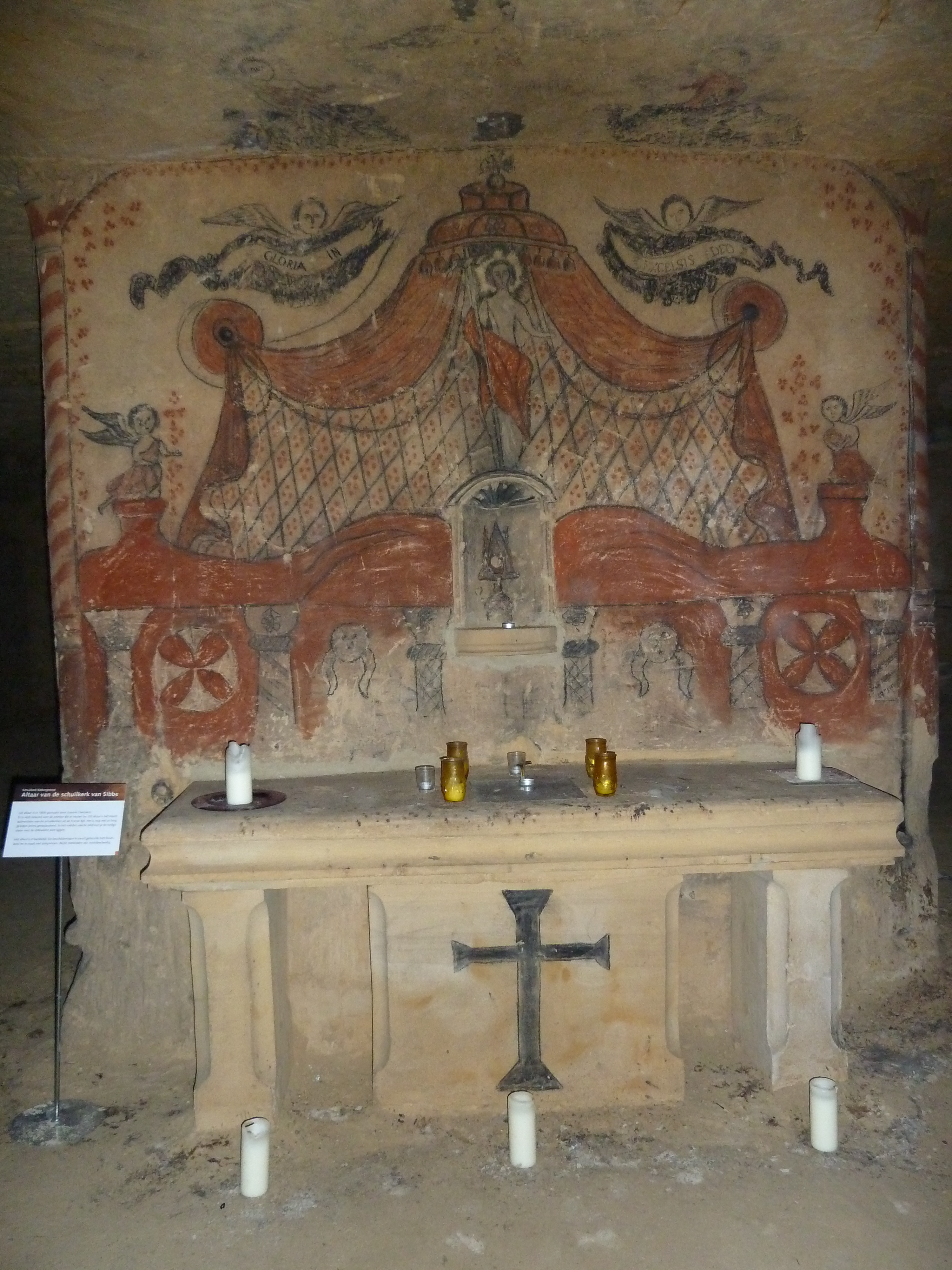
Franse kapel, Sibbergroeve

## Verenigingen
- Stichting samenwerkende verenigingen Sibbe-IJzeren
- Joonkheid Suub-Iezere (jongvolwassenenvereniging)
- Jeugdwerk Sibbe-IJzeren
- Harmonie St. Rosa
- Tamboers St. Rosa
- Zangvereniging "Eendracht"
- S.V. Sibbe (voetbal, handbal)
- Biljartvereniging Sibbe
- Postduivenvereniging "De Zwaluw"
- Kernoverleg Sibbe-IJzeren

Voormalige verenigingen
- T.T.V. Sibbe M.C. (tafeltennis)

## Bekende Sibbenaren
Als bekende Sibbenaren kunnen genoemd worden de voormalige profvoetballer Zef Geurten, een viertal voormalige profwielrenners, allen leden van de familie Harings (Jan Harings, Gerard Harings, Huub Harings en Peter Harings), de wielrenner Rob Ruijgh (niet in Sibbe geboren) en de dialectzanger Roy Willems. De oud-wereldkampioen schaatsen Harm Kuipers woonde jarenlang in IJzeren.